# Johan Günther IV van Schwarzburg-Arnstadt
Johan Günther IV (Arnstadt, 30 juni 1654 – Tübingen, 29 augustus 1669) was van 1666 tot 1669 graaf van Schwarzburg-Arnstadt. 
Johan Günther was de enige zoon van Christiaan Günther II en Sophia Dorothea van Mörsberg. Toen zijn vader in 1666 overleed was hij nog minderjarig. Zijn moeder en zijn oom, Lodewijk Günther II van Schwarzburg-Ebeleben, traden op als voogd en bestuurden Schwarzburg-Arnstadt in zijn naam. Tijdens zijn studie aan de Universiteit van Tübingen overleed Johan Günther op 15-jarige leeftijd onverwachts aan een besmettelijke ziekte. Zijn lichaam werd overgebracht naar Arnstadt en begraven in de Onze-Lieve-Vrouwekerk.
Lodewijk Günther II maakte van het overlijden van zijn neef gebruik om het bestuur over Schwarzburg-Arnstadt over te nemen. Hij stond Ebeleben af aan zijn neven Christiaan Willem en Anton Günther II en nam het kasteel van Arnstadt over als nieuwe residentie.